# Тиламук (град, Орегон)
Тиламук (на английски: Tillamook) е град в окръг Тиламук, щата Орегон, САЩ. Тиламук е с население от 4675 жители (2006) и обща площ от 4 km². Намира се на 7,3 m надморска височина. ЗИП кодът му е 97141, а телефонният му код е 503.